# Toral de los Vados
Toral de los Vados är en kommun i Spanien.   Den ligger i provinsen Provincia de León och regionen Kastilien och Leon, i den nordvästra delen av landet, 300 km nordväst om huvudstaden Madrid. Antalet invånare är 2 130. Arean är 24,0 kvadratkilometer.
Terrängen i Toral de los Vados är kuperad åt sydväst, men åt nordost är den platt.